# 加藤絵莉
加藤 絵莉（かとう えり、1989年4月27日 - ）は、日本の女優。愛知県名古屋市出身。NOT INCLUDE所属。業務提携先はルセロ。

## 略歴
女優の夢をあきらめられず、26歳の誕生日を機に上京。2017年、映画初出演作となった『裸のアゲハ』シリーズ（『さまようアゲハ　蜜壺トロトロ』『裸の劇団　いきり立つ欲望』）での演技を評価され第29回ピンク大賞で新人女優賞を受賞。3人組ロックバンド「La PiSTE」（ラピステ）のボーカル&ベーシストとして音楽活動も行っている。

## 出演

### テレビドラマ
- ファミリーヒストリー 東貴博〜父・八郎の面影　子弟の絆〜（2015年11月13日、NHK総合）再現ドラマ出演
- 荒地の恋（2016年1月9日 - 2月6日、WOWOW）

### 映画
- さまようアゲハ 蜜壺トロトロ（2016年3月18日、オーピー映画） - 虹川希来莉 役[4]
- 裸のアゲハ いきり立つ欲望（2016年5月6日、オーピー映画） - 虹川希来莉
- 情欲怪談 呪いの赤襦袢（2018年8月3日、オーピー映画）[5][6] - 進藤絵里奈 役
  - 怪談 呪いの赤襦袢（2018年8月26日、オーピー映画）[7] - 進藤絵里奈 役
- 身体を売ったらサヨウナラ（2017年7月1日、東映ビデオ / エクセレントフィルムズ）
- アリーキャット（2017年7月15日、アークエンタテインメント）
- サークルゲーム（2018年8月4日、伊豆映画祭上映作）多菜子 役※短編作品、主演
- 止められるか、俺たちを（2018年10月13日、若松プロダクション）
- アマルコルド新作披露上映会・想像してごらん（2018年5月26日、原宿CAPSULE）[8]
- スモーキング・エイリアンズ（2018年12月15日、リアリーライクフィルムズ、INNERVISIONS）
- 僕と彼女はボタンの掛け違いをいつもしている（2019年3月15日、渋谷ユーロライブ）※短編作品
- アノコノシタタリ（2019年8月25日、オーピー映画） - 原田祐里香 役[9]
- 童貞幽霊　あの世の果てでイキまくれ!（2019年11月15日、オーピー映画）‐ 女 役
- 悶憮乱(もんぶらん)の女 ～ふしだらに濡れて～（2020年3月20日、オーピー映画）‐ サキ 役
  - モンブランの女（2020年10月22日、オーピー映画）[10]
- 月と寝る女 またぐらの面影（2020年12月18日、オーピー映画）
- 人妻一番!二人きりトゥナイト（2021年3月12日、オーピー映画）‐ カオリ 役[11]
- まん開ヒールズ 女の魔剣と熟女のアソコ（2021年12月31日、オーピー映画）[12]
- ママと私 とろけモードで感じちゃう（2022年4月8日、オーピー映画）‐ 佳奈 役
- 背中合わせのふたり（2022年11月11日、オーピー映画）
- バーミリオン（2022年12月4日、オーピー映画） - レディース・バーの女 役[13]
- 胸騒ぎがする! 〜ヒールズ・フォーエバー〜（2022年12月9日、オーピー映画） - 谷口美希 役
- ヘヴンズ×キャンディ（2024年7月13日、オーピー映画）[14]

### オリジナルビデオ
- 夜王伝説　美女を貪るネオン街の野望（2018年9月4日、竹書房、ネクスタシーEX）
- 組長への道 獅子の野望（2019年5月25日、オールエンターテインメント）
- 組長への道 獅子の野望2（2019年6月25日、オールエンターテインメント）[15]
- セクシードール・マリエ　SEXY万能秘書のヒミツのカラダ（2019年8月2日、竹書房、ネクスタシーEX）
- 女猫：ミカ プッシーキャット・ガールの発情恩返し（2019年12月3日、竹書房、ネクスタシーEX）
- SEX and Love Doll:リリー（2020年、竹書房）[16]
- 新・嬢王夜曲 野望と愛欲に踊るキャバ嬢たち（2021年9月3日、竹書房）[17]
- 真・夜王伝説　極上SEXの罠に堕ちる美女たち（2022年10月5日、竹書房）[18]

### ウェブバラエティ
- ちゃんねるロゴス『女子会！』

### ウェブドラマ
- スマホムービープロジェクト「うふふん下北沢」（2017年3月10日、Chuun） - もえ役[19]
- ラブラブシェアハウス ハウスメイトのヒミツと恋のラプソディー（2022年5月4日、U-NEXTほか）[20]
- 時空変態童貞（2023年2月3日、シネポップ、シネマファスト）[21]
- 時空変態童貞２ このループ、何度ヤッても止められない!（2023年3月3日、シネポップ、シネマファスト）[22]

### CM
- ことりっぷ愛知編
- マイナビWeb
- JA共済VP